# William Kwong Yu Yeung
Pour les articles homonymes, voir Yeung.
William Kwong Yu Yeung ou Bill Yeung est un astronome amateur canadien né à Hong Kong en 1960 et utilisant des télescopes basés au Canada et aux États-Unis, dont les observatoires Desert Eagle et Desert Beaver.
Il a découvert plusieurs astéroïdes et la comète périodique 172P/Yeung. Il a également découvert l'objet J002E3, dont on a d'abord cru qu'il s'agissait d'un astéroïde, mais qui s'est avéré être le 3e étage de la fusée d'Apollo 12.
Le Centre des planètes mineures le crédite de la découverte de 2 051 astéroïdes numérotés entre 1999 et 2008, dont deux avec un co-découvreur.
L'astéroïde de la ceinture principale externe (40776) Yeungkwongyu, découvert par l'astronome Roy A. Tucker à l'observatoire Goodricke-Pigott (code 683) en 1999, est nommé en son honneur.

## Découvertes
| (19848) Yeungchuchiu   | 2 octobre 2000    |
| (20760) Chanmatchun    | 27 février 2000   |
| (20887) Ngwaikin       | 18 novembre 2000  |
| (22136) Jamesharrison  | 1er novembre 2000 |
| (22183) Canonlau       | 23 décembre 2000  |
| (23257) Denny          | 29 décembre 2000  |
| (23258) Tsuihark       | 29 décembre 2000  |
| (25750) Miwnay         | 28 janvier 2000   |
| (25811) Richardteo     | 26 février 2000   |
| (25893) Sugihara       | 19 novembre 2000  |
| (25930) Spielberg      | 21 février 2001   |
| (26713) Iusukyin       | 13 avril 2001     |
| (26732) Damianpeach    | 22 avril 2001     |
| (26733) Nanavisitor    | 22 avril 2001     |
| (26734) Terryfarrell   | 23 avril 2001     |
| (26738) Lishizhen      | 28 avril 2001     |
| (26743) Laichinglung   | 30 avril 2001     |
| (27596) Maldives       | 16 février 2001   |
| (28963) Tamyiu         | 29 mars 2001      |
| (28966) Yuyingshih     | 26 avril 2001     |
| (28980) Chowyunfat     | 15 juin 2001      |
| (32605) Lucy           | 23 août 2001      |
| (32613) Tseyuenman     | 27 août 2001      |
| (32618) Leungkamcheung | 31 août 2001      |
| (34420) Peterpau       | 23 septembre 2000 |
| (34636) Lauwingkai     | 1er novembre 2000 |
| (34760) Ciccone        | 26 août 2001      |
| (34778) Huhunglick     | 10 septembre 2001 |
| (34779) Chungchiyung   | 10 septembre 2001 |
| (34778) Huhunglick     | 10 septembre 2001 |
| (34779) Chungchiyung   | 10 septembre 2001 |
| (34789) 2001 SC2       | 17 septembre 2001 |
| (34792) 2001 SE10      | 20 septembre 2001 |
| (34815) 2001 SQ113     | 20 septembre 2001 |
| (34816) 2001 ST113     | 20 septembre 2001 |
| (34838) Lazowski       | 21 septembre 2001 |
| (34840) 2001 SB268     | 25 septembre 2001 |
| (34841) 2001 SE268     | 25 septembre 2001 |
| (34859) 2001 TR49      | 15 octobre 2001   |
| (34871) 2001 UM2       | 18 octobre 2001   |
| (37117) Narcisse       | 1er novembre 2000 |
| (37139) 2000 VH38      | 1er novembre 2000 |
| (37154) 2000 VZ58      | 8 novembre 2000   |
| (37159) 2000 WX        | 17 novembre 2000  |
| (37358) 2001 UM10      | 18 octobre 2001   |
| (37359) 2001 UM17      | 25 octobre 2001   |
| (38821) Linchinghsia   | 9 septembre 2000  |
| (38960) Yeungchihung   | 2 octobre 2000    |
| (38962) Chuwinghung    | 5 octobre 2000    |
| (38980) Gaoyaojie      | 23 octobre 2000   |
| (39067) 2000 VG3       | 1er novembre 2000 |
| (39137) 2000 WX62      | 26 novembre 2000  |
| (39291) 2001 DG        | 16 février 2001   |
| (39300) Auyeungsungfan | 30 avril 2001     |
| (39332) Lauwaiming     | 11 janvier 2002   |

| (39337) 2002 AZ13        | 12 janvier 2002   |
| (39362) 2002 BU1         | 21 janvier 2002   |
| (39372) 2002 CS51        | 12 février 2002   |
| (41740) Yuenkwokyung     | 1er novembre 2000 |
| (41742) Wongkakui        | 1er novembre 2000 |
| (41981) Yaobeina         | 28 décembre 2000  |
| (42295) Teresateng       | 23 octobre 2001   |
| (43597) Changshaopo      | 31 août 2001      |
| (50412) Ewen             | 26 février 2000   |
| (55381) Lautakwah        | 25 septembre 2001 |
| (55382) Kootinlok        | 25 septembre 2001 |
| (55383) Cheungkwokwing   | 25 septembre 2001 |
| (55384) Muiyimfong       | 25 septembre 2001 |
| (64288) Lamchiuying      | 18 octobre 2001   |
| (64289) Shihwingching    | 22 octobre 2001   |
| (64290) Yaushingtung     | 22 octobre 2001   |
| (64291) Anglee           | 23 octobre 2001   |
| (64295) Tangtisheng      | 24 octobre 2001   |
| (64296) Hokoon           | 24 octobre 2001   |
| (71461) Chowmeeyee       | 28 janvier 2000   |
| (72060) Hohhot           | 23 décembre 2000  |
| (73199) Orlece           | 8 mai 2002        |
| (77138) Puiching         | 2 mars 2001       |
| (77318) Danieltsui       | 27 mars 2001      |
| (83362) Sandukruit       | 17 septembre 2001 |
| (83363) Yamwingwah       | 17 septembre 2001 |
| (83598) Aiweiwei         | 25 septembre 2001 |
| (83600) Yuchunshun       | 25 septembre 2001 |
| (88705) Patate           | 17 septembre 2001 |
| (88874) Wongshingsheuk   | 25 septembre 2001 |
| (88875) Posky            | 25 septembre 2001 |
| (88878) Bowenyueli       | 25 septembre 2001 |
| (88879) Sungjaoyiu       | 25 septembre 2001 |
| (89131) Phildevries      | 23 octobre 2001   |
| (94228) Leesuikwan       | 31 janvier 2001   |
| (95247) Schalansky       | 12 février 2002   |
| (103220) Kwongchuikuen   | 28 décembre 1999  |
| (110073) Leeonki         | 20 septembre 2001 |
| (110074) Lamchunhei      | 20 septembre 2001 |
| (110077) Pujiquanshan    | 20 septembre 2001 |
| (110288) Libai           | 23 septembre 2001 |
| (110289) Dufu            | 23 septembre 2001 |
| (110293) Oia             | 25 septembre 2001 |
| (110294) Victoriaharbour | 25 septembre 2001 |
| (110295) Elcalafate      | 25 septembre 2001 |
| (110297) Yellowriver     | 25 septembre 2001 |
| (110298) Deceptionisland | 25 septembre 2001 |
| (110300) Abusimbel       | 25 septembre 2001 |
| (140620) Raoulwallenberg | 21 octobre 2001   |
| (144296) Steviewonder    | 16 février 2004   |
| (151997) Bauhinia        | 11 mai 2004       |
| (200578) Yungchuen       | 23 août 2001      |
| (215592) Normarose       | 3 août 2003       |